# Anna Cockrell
Anna Cockrell   (Califòrnia, Estats Units, 28 d'agost de 1997) és una atleta estatunidenca, especialitzada en les curses de 400 metres tanques. Ha participat en 2 Olimpíades, guanyant la medalla de plata en els Jocs Olímpics de París 2024. A més, ha guanyat 2 medalles (1 d'or) en els Jocs Panamericans.

## Marques personals
| Disciplina     | Marca   | Seu    | Data               |
| -------------- | ------- | ------ | ------------------ |
| 400m tanques   | 51.87   | París  | 8 d'agost de 2024  |
| 100m tanques   | 12.54   | Eugene | 10 de juny de 2021 |
| 4x400m relleus | 3:24.82 | Austin | 1 d'abril de 2023  |

## Trajectòria professional
| Jocs Olímpics     | Jocs Olímpics | Jocs Olímpics | Jocs Olímpics  |
| Any               | Lloc          | Posició       | Prova          |
| ----------------- | ------------- | ------------- | -------------- |
| 2020              | Tòquio        | DQ (Final)    | 400m tanques   |
| 2024              | París         | 2             | 400m tanques   |
| Campionat del món |               |               |                |
| 2023              | Budapest      | 5a posició    | 400m tanques   |
| Jocs Panamericans |               |               |                |
| 2019              | Lima          | 2             | 400m tanques   |
| 2019              | Lima          | 1             | 4x400m relleus |